# Sanctipaulus mendesi
Sanctipaulus mendesi é uma espécie representada por apenas um exemplar. Foi encontrado na Formação Santa Maria. Viveu no Triássico Superior. Foi encontrada em 1955, em uma expedição feita por Irajá Damiani Pinto.

## Morfologia
Foi encontrada apenas uma asa desta espécie. Inicialmente foi classificada como Auchenorrhyncha Derbidae, mas posteriormente modificou-se sua classificada.